# Google Диск
Google Диск — сервис хранения, редактирования и синхронизации файлов, разработанный компанией Google.
Его функции включают хранение файлов в Интернете, общий доступ к ним и совместное редактирование. В состав Google Диска входят Google Документы, Таблицы и Презентации — набор офисных приложений для совместной работы над текстовыми документами, электронными таблицами, презентациями, чертежами, веб-формами и другими файлами. Общедоступные документы на Диске индексируются поисковыми системами.
Google Диск был представлен 24 апреля 2012 года. Согласно представителям Google с ноября 2013 года по май 2019 года количество активных пользователей выросло со 120 млн до более 1 млрд человек.
15 мая 2018 года компания Google объявила о разработке сервиса подписки для расширения хранилища Google One.
6 октября 2020 года в рамках ребрендинга G Suite на Google Workspace были изменены логотипы нескольких продуктов Google, в том числе и Google Диска.

## Версии Диска

### Google Drive Enterprise
Google Drive Enterprise (ранее Google Drive for Work) — это премиум-версия Диска, представленная 25 июня 2014 года на конференции Google I/O. Она включает неограниченное пространство для хранения, расширенные функции аудита и формирования отчётов, а также службы предоставления данных для электронных расследований. Дополнительные настройки сервиса позволяют администраторам лучше управлять работой пользователей с Диском, например разрешая отдельным сотрудникам устанавливать клиент синхронизации для ПК. На Диск можно загружать файлы размером до 5 ТБ. Если в компании менее пяти пользователей, каждому из них предоставляется по 1 ТБ. Согласно пресс-релизу в официальном блоге Google Enterprise, все данные клиентов шифруются при загрузке на серверы Google, хранении и скачивании. Пользователям предоставляется круглосуточная поддержка и гарантируется бесперебойная работа сервисов в течение 99,9 % времени.
В июле 2018 года Google анонсировала новую версию под названием Drive Enterprise для предприятий, которые не хотят покупать полную версию G Suite.

### Google Drive for Education
Сервис Google Drive for Education был запущен 30 сентября 2014 года. Он доступен всем подписчикам Google Apps for Education бесплатно. Пользователям предоставляется неограниченное пространство для хранения данных и возможность загружать файлы размером до 5 ТБ.

## Документы, Таблицы и Презентации
Google Документы, Таблицы и Презентации — это бесплатный пакет офисных веб-приложений, интегрированный с Google Диском. С его помощью можно создавать и редактировать документы онлайн и работать над ними вместе с другими пользователями в режиме реального времени. С октября 2012 года эти названия официально используются для текстового процессора, редактора электронных таблиц и приложения для работы с презентациями. Все три сервиса доступны в виде веб-приложений, приложений Chrome с поддержкой офлайн-режима, а также мобильных приложений для Android и iOS и поддерживают форматы Microsoft Office. Помимо этих редакторов в пакет входят:
- Google Формы — https://forms.google.com;
- Google Рисунки;
- Google Сводные таблицы.

Формы и Сводные таблицы доступны только в виде веб-приложений, а Рисунки — ещё и как приложение Chrome. Google Документы полностью интегрированы с Google Диском, на котором хранятся все создаваемые в редакторах файлы.
Google Документы созданы на основе двух продуктов: Writely и Google Таблиц. Writely — это текстовый процессор компании Upstartle, запущенный в августе 2005 года. Компания Google приобрела её 9 марта 2006 года. Google Таблицы были запущены 6 июня 2006 года, после того как Google приобрела 2Web Technologies, и сначала предлагались в виде экспериментальной версии. Редактор презентаций был добавлен 17 сентября 2007 года после приобретения Tonic Systems (17 апреля 2007 года). Бета-версия Google Документов стала доступна пользователям Google Apps в феврале 2007 года, а в сентябре того же года была выпущена финальная версия.
Google Документы официально поддерживают браузеры Firefox (двух последних версий), Internet Explorer (версии 9 и более поздних), Safari и Chrome, а также операционные системы Microsoft Windows, Apple MacOS, Linux и Chrome OS.

## История
До появления Google Диска в апреле 2012 года Google Документы также служили онлайн-хранилищем. Теперь все файлы, созданные в Google Документах, сохраняются на Диске, а URL docs.google.com перенаправляется на Google Диск. В связи с этим пространство для хранения было увеличено с 1 до 5 ГБ.
24 апреля 2012 года сервис был представлен пользователям.
18 мая 2012 года компания PROMT, являющаяся разработчиком программ для автоматизированного перевода, подала заявку на регистрацию своего логотипа, выглядящего как трехцветный треугольник, что было вызвано появлением логотипа Google Диска, весьма похожего на логотип PROMT.
С июня 2012 года Chrome OS и устройства Chrome поддерживают офлайн-режим. Сначала эта функция была доступна только в Документах.
В октябре 2012 года, после запуска Google Диска, сервисы официально были названы Документами, Таблицами и Презентациями. В апреле 2014 года появились отдельные мобильные приложения для всех трех продуктов.
В январе 2013 года функция офлайн-режима появилась в Презентациях, а в декабре — в Таблицах.
В июле 2021 года была представлена новая версия «Диска» для ПК, в которой появились опции приложения «Автозагрузка и синхронизация». Новая версия была создана для оптимизации процесса резервного копирования и синхронизации файлов пользователями.

## Пространство для хранения
В Google Диск предоставляется 15 ГБ для бесплатного хранения данных. Если выделенного объёма недостаточно, можно приобрести дополнительно от 100 ГБ до 2 ТБ.
13 мая 2013 года Google объявила об объединении лимитов на дисковое пространство Gmail, Google Диск и Google+ Photos. Вместо 10 ГБ на Gmail и 5 ГБ на Google Диск и Google+ Photos теперь пользователь получает 15 ГБ на все сразу, в том числе и на Google Диск.
В 2021 году компания Google объявила, что с конца декабря сервис Google Диск будет ограничивать доступ к пользовательским файлам, которые нарушают политику компании — относящиеся разными анализаторами в категорию «вредоносных», а также текстовые, графические и видео-файлы, в содержании которых имеются разжигающие ненависть заявления и оскорбления (издевательства, угрозы, домогательства, дискриминационные высказывания), откровенный контент, а также фотографии несовершеннолетних. О нарушении и блокировке файла пользователь будет уведомлен электронным письмом.

## Клиент
На момент запуска сервиса клиентское программное обеспечение было доступно для следующих платформ:
- персональные компьютеры под управлением Windows XP, Windows Vista, Windows 7 и Windows 8 либо Mac OS X Lion (10.7) и Snow Leopard (10.6);
- смартфоны и планшеты с ОС Android Eclair и более поздними (начиная с 2.1+);
- iPhone и iPad (c iOS 3.0 и более поздними версиями)[30].
- Поддержка Linux отсутствует (согласно менеджеру Google Docs Тереза Ву работы в этом направлении велись)[31].
- Chrome OS начиная с версии 20[32].

Клиент для ОС Windows не поддерживает ссылки на файлы и не синхронизирует содержимое папок которые являются ссылками.
Компания Google решила прекратить поддержку приложения в декабре этого года. В марте 2018 года сервис Google Диск для десктопов закрыт. Одновременно с этим Google представила сервис «Автозагрузка и синхронизация» для «Google Фото» и «Google Диска».

## Поддерживаемые форматы файлов
Google Диск viewer позволяет просматривать файлы следующих форматов:
Обычные файлы:
- архивы (ZIP, RAR, TAR, GZIP);
- аудиофайлы (MP3, MPEG, WAV, OGG, OPUS);
- изображения (JPEG, PNG, GIF, BMP, TIFF, SVG);
- файлы разметки/кода (CSS, HTML, PHP, C, CPP, H, HPP, JS, JAVA, PY);
- текстовые файлы (TXT);
- видеофайлы (WebM, MPEG4, 3GPP, MOV, AVI, MPEGPS, WMV, FLV, OGG).

Файлы Adobe:
- Autodesk AutoCad (DXF);
- Illustrator (AI);
- Photoshop (PSD);
- документы переносимого формата (PDF);
- Postscript (EPS, PS);
- масштабируемые векторные рисунки (SVG);
- изображения в формате TIFF;
- TrueType (TTF).

Файлы Microsoft:
- Excel (XLS, XLSX);
- PowerPoint (PPT, PPTX);
- Word (DOC, DOCX);
- XML Paper Specification (XPS);
- файлы Microsoft Office, защищенные паролем.

Файлы Apple:
- файлы редактора (KEY, NUMBERS).